# The Now Now Tour
The Now Now Tour foi uma turnê da banda virtual britânica Gorillaz, em apoio ao seu sexto álbum de estúdio, The Now Now. A turnê foi realizada em sequência à Humanz Tour, encerrada pouco mais de dois meses antes.

## Músicas tocadas
| Gorillaz - "Tomorrow Comes Today" - "Clint Eastwood" - "19-2000" - "Latin Simone (¿Qué Pasa Contigo?)" - "M1 A1" Laika Come Home - "Lil' Dub Chefin'" Demon Days - "Last Living Souls" - "Kids with Guns" - "Dirty Harry" - "Feel Good Inc." - "El Mañana" - "Every Planet We Reach Is Dead" - "DARE" - "Don't Get Lost in Heaven" - "Demon Days" Plastic Beach - "Rhinestone Eyes" - "Stylo" - "Superfast Jellyfish" - "Empire Ants" - "On Melancholy Hill" - "Broken" - "Sweepstakes" - "Plastic Beach" - "To Binge" | The Fall - "Shy-Town" Humanz - "Strobelite" - "Saturnz Barz" - "Andromeda" - "Hallelujah Money" - "We Got the Power" The Now Now - "Humility" - "Tranz" - "Hollywood" - "Kansas" - "Sorcererz" - "Idaho" - "Lake Zurich" - "Magic City" - "Fire Flies" - "One Percent" - "Souk Eye" Faixas bônus ou sem álbum e covers - "Garage Palace" - "Out of Body" - "Sleeping Powder" - "Song 2" (cover de Blur) |

## Datas
| Data                  | Cidade           | País           | Local                        |
| --------------------- | ---------------- | -------------- | ---------------------------- |
| Europa                |                  |                |                              |
| 1 de junho 2018       | Nuremberg        | Alemanha       | Zeppelinfeld                 |
| 3 de junho de 2018    | Nürburg          | Alemanha       | Nürburgring                  |
| 9 de junho de 2018    | Dublin           | Irlanda        | Castelo de Malahide          |
| 15 de junho de 2018   | Barcelona        | Espanha        | Fira de Barcelona            |
| Ásia                  |                  |                |                              |
| 21 de junho de 2018   | Chiba            | Japão          | Makuhari Messe               |
| 22 de junho de 2018   | Tóquio           | Japão          | Zepp Diver City              |
| Europa                |                  |                |                              |
| 5 de julho de 2018    | Werchter         | Bélgica        | Werchterpark                 |
| 6 de julho de 2018    | Gdynia           | Polónia        | Aeroporto de Gdynia-Kosakowo |
| 7 de julho de 2018    | Roskilde         | Dinamarca      | Festivalpladsen              |
| 11 de julho de 2018   | Berna            | Suíça          | Gurten                       |
| 12 de julho de 2018   | Lucca            | Itália         | Piazza Napoleone             |
| 14 de julho de 2018   | Bilbao           | Espanha        | Monte Cobetas                |
| 19 de julho de 2018   | Nyon             | Suíça          | Plaine de l'Asse             |
| 21 de julho de 2018   | Carhaix          | França         | La Prairie de Kerampuilh     |
| 22 de julho de 2018   | Paris            | França         | Hipódromo de Longchamp       |
| 25 de julho de 2018   | Kiev             | Ucrânia        | Arco da Diversidade          |
| 28 de julho de 2018   | Moscou           | Rússia         | Parque Gorky                 |
| 9 de agosto de 2018   | Budapeste        | Hungria        | Ilha Hajógyári               |
| 11 de agosto de 2018  | Winchester       | Inglaterra     | Fazenda Matterley Estate     |
| 16 de agosto de 2018  | Sankt Pölten     | Áustria        | VAZ St. Pölten               |
| 17 de agosto de 2018  | Biddinghuizen    | Países Baixos  | Walibi Holland               |
| América do Norte      |                  |                |                              |
| 8 de outubro de 2018  | Toronto          | Canadá         | Scotiabank Arena             |
| 9 de outubro de 2018  | Montreal         | Canadá         | Centre Bell                  |
| 11 de outubro de 2018 | Filadélfia       | Estados Unidos | Wells Fargo Center           |
| 13 de outubro de 2018 | Nova York        | Estados Unidos | Barclays Center              |
| 14 de outubro de 2018 | Boston           | Estados Unidos | TD Garden                    |
| 16 de outubro de 2018 | Chicago          | Estados Unidos | United Center                |
| 20 de outubro de 2018 | Pico Rivera      | Estados Unidos | Pico Rivera Sports Arena     |
| 24 de outubro de 2018 | Cidade do México | México         | Palacio de los Deportes      |

## Pessoal

### Banda
- Damon Albarn - vocais principais, teclados, piano, guitarra acústica e elétrica, escaleta, keytar
- Mike Smith - teclados, backing vocals
- Jeff Wootton - guitarra principal
- Seye Adelekan - baixo, violão, backing vocals
- Gabriel Wallace - bateria, percussão
- Jesse Hackett - teclados, percussão adicional em "Latin Simone (¿Qué Pasa Contigo?)"
- Karl Vanden Bossche - bateria, percussão
- Angel Silvera - backing vocals
- Petra Luke - backing vocals
- Rebecca Freckleton - backing vocals, vocais em "Sorcererz"
- Michelle Ndegwa - backing vocals, vocais em "Out of Body" e "Kids with Guns"
- Matthew Allen - backing vocals
- Adeleye Omotayo - backing vocals

### Convidados e músicos adicionais
- Jamie Principle - vocais em "Hollywood"
- Peven Everett - vocais em "Strobelite" e "Stylo" (somente datas selecionadas)
- De La Soul - rap em "Superfast Jellyfish" e "Feel Good Inc." (somente datas selecionadas)
- Del the Funky Homosapien - rap em "Clint Eastwood" (somente datas selecionadas)
- Bootie Brown - rap em "Dirty Harry" e "Stylo" (somente datas selecionadas)
- Little Simz - rap em "Garage Palace" e "We Got the Power" (somente datas selecionadas)
- Hypnotic Brass Ensemble - trompetes em "Broken" e "Sweepstakes" (apenas em Dublin e Pico Rivera)
- Moonchild Sanelly - vocais em "Out of Body" (apenas em Roskilde)
- Benjamin Clementine - vocais em "Hallelujah Money" (apenas em Bilbao)
- Jehnny Beth - vocais em "We Got the Power" (apenas em Paris)
- Noel Gallagher - vocais e guitarra em "We Got the Power" (apenas em Paris)
- Yukimi Nagano - vocais em "Empire Ants" e "To Binge" (apenas em Moscou e Boston)
- Gruff Rhys - vocais e guitarra em "Superfast Jellyfish" (apenas em Winchester)
- Shaun Ryder - vocais em "DARE" (apenas em Winchester)
- Roses Gabor - vocais em "DARE" (apenas em Winchester)
- Mos Def - rap em "Stylo" (apenas em Nova York)
- DRAM - vocais em "Andromeda" (apenas em Pico Rivera)
- Graham Coxon - guitarra em "Song 2" (apenas em Pico Rivera)
- George Benson - guitarra em "Humility" (apenas em Pico Rivera)